# Luis Barbat
Luis Alberto Barbat Hudema[carece de fontes?] (Montevidéu, 17 de junho de 1968) é um ex-futebolista uruguaio que atuava como goleiro.

## Títulos
América de Cáli
- Campeonato Colombiano: 2000, 2001 e 2002-I

Danubio
- Campeonato Uruguaio: 2004